# Köcski Margit
Köcski Margit (Bakonyjákó, 1945. december 26. –) magyar szociálpszichológus. A pszichológiai tudományok kandidátusa (1981).

## Életpályája

### Munkássága
Figyelemmel kísérte (Garai Lászlóval együtt) a gyerekek társadalmi pozícióinak differenciálódását a tágabb családi struktúrában, izomorfizmust talált e struktúra és a beszéd struktúrája között. A hagyományos technikát, a gyermek felnőttek és a gyermekek mintáinak utánzásának megfigyelését a szándékos utánzás megfigyelésével egészítette ki, figyelembe véve a szociális helyzetben egymást kiegészítő pozíciókat. Kimutatta, hogy az utánzás tárgya gyakran nem az egyén, hanem egy-egy egyénközi kapcsolat: ahogy a gyermekkel bánik a pedagógus, az orvos, az osztály felnőtt tagja stb. úgy bánik a gyermek a babájával, játszótársával stb. ezekben az utánzó aktusokban alakul ki a gyermekekben a legkülönbözőbb szigorú (logikai-matematikai, nyelvi, erkölcsi stb.) kapcsolati struktúrák kezelésének képessége.

## Művei
- A kortársak és a testvérek szerepe az identitás fejlődésében (Budapest, 1993)
- "Egyedüli példány"! - Az individualitás geneziséről (1995)
- A szociális kategorizáció és az identitásképzés kapcsolatáról (1996)

## Fordítás
- Ez a szócikk részben vagy egészben  a(z)   Кечки, Маргит című orosz Wikipédia-szócikk ezen változatának fordításán alapul.  Az eredeti cikk szerkesztőit annak laptörténete sorolja fel. Ez a jelzés csupán a megfogalmazás eredetét és a szerzői jogokat jelzi, nem szolgál a cikkben szereplő információk forrásmegjelöléseként.